# Liste der Stolpersteine in Bad Blankenburg
Die Liste der Stolpersteine in Bad Blankenburg enthält zurzeit den einzigen Stolperstein, der im Rahmen des gleichnamigen Kunstprojekts von Gunter Demnig in Bad Blankenburg verlegt wurde. Mit ihm soll eines Opfers des Nationalsozialismus gedacht werden, das in Rudolstadt lebte und wirkte.

## Stolpersteine in Bad Blankenburg
| Stolperstein | Inschrift                                                                                              | Verlegeort       | Name, Leben  |
| ------------ | --- | ---------------- | ------------ |
|              | HIER WOHNTE MAX HENSCHEL JG. 1874 VERHAFTET BUCHENWALD DEPORTIERT 1945 THERESIENSTADT BEFREIT/ÜBERLEBT | Georgstraße 15 · | Max Henschel |